# Asenath Barzani
Asenath Barzani (1590–1670) war eine kurdische Rabbinerin und Leiterin der Jeschiwa in Mosul, damals Osmanisches Reich. Sie war vermutlich eine der ersten Frauen, die zum Rabbiner ordiniert wurden.

## Das Leben der Asenath Barzani
Asenath Barzani war die Tochter des Rabbiners Samuel Barzani, der während seines Lebens eine Jeschiwa leitete und dessen Autorität in Kurdistan absolut war. Er war ein Meister der Kabbala, und es wird gesagt, dass er die Geheimnisse der Kabbala seine Tochter lehrte. Sie bewunderte ihren Vater und sah ihn als König von Israel an. Er war ihr wichtigster Lehrer, und nach seinem Tod übernahm sie viele seiner Pflichten. Sie diente nicht nur als Rabbiner, sondern wurde auch zur Leiterin der Jeschiwa in Mosul und wurde wahrscheinlich zur Oberlehrerin der Tora in Kurdistan. In einer anderen Quelle wird gesagt, dass Asenath Barzani im Kurdistan des 16. Jahrhunderts die Toragelehrten von Amediye anflehte, die Jeschiwa, die ihr Mann in Mosul etabliert hatte, zu unterstützen, bis ihr junger Sohn sie übernehmen würde.
Barzani erhielt den Titel Tanna'it (Lehrerin, Meisterin, nicht zu verwechseln mit dem terminus technicus Tanna, der im engeren Sinne auf die rabbinischen Lehrer der ersten drei nachchristlichen Jahrhunderte beschränkt ist). Bis zur Moderne erhielten nur sehr wenige Frauen diesen Titel. Nachdem Tanna'it Barzani starb, pilgerten viele Juden zu ihrem Grab in Amediye in Irakisch-Kurdistan.

## Die Legende von der Engel-Schar
Barzani war eine Poetin und Expertin der jüdischen Literatur, und es kursieren viele kurdische Legenden über ihre Wunder wie zum Beispiel das Eine Schar von Engeln genannte. Nachdem Rabbi Samuel gestorben war, erschien er oft in den Träumen seiner Tochter. Er würde sie vor Gefahren warnen und ihr aufzeigen, wie man sie verhindern und auf diese Weise viele Leben retten könne. Bei einer Gelegenheit ermutigte sie, inspiriert durch ihren Vater, die Juden Amediyes, Rosch Chodesch trotz der Gefahr durch Feinde draußen im Freien zu feiern. Als sie mit den Feierlichkeiten fortfuhren, hörte man Schreie und sah Flammen in den Himmel steigen. Die Synagoge wurde angesteckt, aber da die Gemeinde außerhalb der Synagoge gewesen war, kam keiner zu Schaden. Da flüsterte Tanna'it Asenath einen geheimen Namen, den sie von ihrem Vater gelernt hatte. Die Menschen sahen dann eine Schar von Engeln, die auf das Dach der Synagoge herab stiegen. Die Engel schlugen die Flammen mit ihren Flügeln, bis der letzte Funke ausging. Dann stiegen sie wie ein weißer Taubenschwarm in den Himmel und waren verschwunden. Als der Rauch sich verzogen hatte, sahen sie ein anderes Wunder: Die Synagoge war unversehrt und das Feuer hatte ihr nichts anhaben können. Keine einzige Stelle der Tora-Rollen war von den Flammen berührt worden. Und die Menschen waren der Tanna'it Asenath so dankbar, dass sie die Synagoge nach ihr neu benannten. Die Synagoge steht heute noch.

## Status als Rabbi
Einige moderne Forscher sehen Barzanis Titel und ihre Rolle als Leiterin der Jeschiwa als einem Rabbiner gleichwertig an und betrachten sie demzufolge als ein seltenes Beispiel für eine weibliche Rabbinerin im traditionellen Judentum.